# Qingyundian
Qingyundian (kinesiska: 青云店, 青云店镇) är en köping i Kina. Den ligger i Daxing i storstadsområdet Peking, i den norra delen av landet, omkring 29 kilometer söder om stadskärnan. Antalet invånare är 69 157. Befolkningen består av 31 871 kvinnor och 37 286 män. Barn under 15 år utgör 9,0 %, vuxna 15-64 år 85 %, och äldre över 65 år 5,0 %.